# Solluminositet
Solluminositeten, {\displaystyle L_{\bigodot }} , är en konstant luminositetsenhet (effekt utstrålad i form av fotoner) som används inom astronomin för att ange luminositeten hos stjärnor. Den är lika med Solens medelluminositet, som är 3,827 × 1026 W, eller 3,827 × 1033erg/s.

## Beräkning med denna konstant
Det går att beräkna hur mycket solenergi som når Jorden genom att jämföra ytan på en genomskärning av Jorden med den totala ytan på en sfär vars radie är lika med det genomsnittliga avståndet från Jorden till Solen (en astronomisk enhet).
- Jordradien är 6 378 km.
- Jordens genomskärningsyta = π×radie2 = 128 000 000 km²).
- Medelavståndet till Solen är ungefär 150 000 000 km.
- Ytan på en sfär med den radien är 4×π×radie2 = 2,82×1017 km².
- Effekten som når jordytan P(jorden)= P(total) × Yta(Jorden)/Yta(sfär) = 1,77×1017 W.
- Effekten som når varje kvadratkilometer av jordytan P(jorden) / Yta(jorden) = 1,387 GW
- Effekten per kvadratmeter på jordytan (solkonstanten) = 1 387 W.

Det är uppskattat att mänskligheten inalles förbrukar ungefär 12×1012 W. 
- De bästa solcellerna har 33% effektivitet.
- Teoretisk nödvändig solpanelsyta = 12×1012/(1 387×0.33) = 26×109 m² = 26 000 km², motsvarande ungefär en drygt 160 × 160 kilometerskvadrat. I verkligheten behövs mer yta eftersom solen inte alltid är i zenit, och eftersom en del av solstrålningen inte når jordytan på grund av moln.